# Pepita-Polka
Die Pepita-Polka ist eine Polka von Johann Strauss (Sohn) (op. 138). Das Werk wurde am 1. August 1853 im Tanzlokal Zum Sperl in Wien erstmals aufgeführt.

## Einzelnachweis
1. ↑  Quelle: Englische Version des Booklets (Seite 29) in der 52 CDs umfassenden Gesamtausgabe der Orchesterwerke von Johann Strauß (Sohn), Hrsg. Naxos (Label). Das Werk ist als zweiter Titel auf der 8. CD zu hören.